# Український державний банк
Український державний банк — головна емісійна та центральна банківська установа Української Народної Республіки та Української Держави.

## Історія створення

### Українська Народна Республіка
Із проголошенням Української Народної Республіки 29 вересня 1917 року Генеральний Секретаріат УНР у своїй Декларації заявив про намір розробити законопроєкт про створення Національного українського банку, до якого мусили перейти усі справи Київської контори Державного банку та усіх його відділів на території України. 9 грудня 1917 року Мала Рада УНР ухвалила подібний законопроєкт, а 22 грудня Центральною Радою було прийнято закон про перетворення Київської контори Держбанку Росії на Український державний банк.
Утім, перейменування Київської контори імперського Держбанку на Український державний банк ще не означало його реального функціонування. За часів Центральної Ради та існування УНР не було затверджено Статуту Державного банку, не було ні основного, ні резервного фондів; не було запроваджено навіть центральної бухгалтерії, як і не налагоджено зв'язків із провінційними відділеннями, які існували автономно. Так, наприклад, Харківська і Одеська контори функціонували настільки самостійно, що центральне управління не могло затребувати від них повідомлень про балансові зведення. Не найкращим чином виглядав і баланс самої Київської контори Держбанку. Крім того, після встановлення в Україні більшовицької влади більшість банківських активів було вивезено до Росії, або знищено.
Після визволення Києва і країни від більшовиків стан фінансових справ державних банківських контор був жалюгідним. У їхньому розпорядженні загалом залишилося відсоткових державних паперів лише на 686 млн 332 тис. 899 крб; більшовики їх вивезли на 686 млн 549 крб. Населення, яке мало на руках величезну грошову масу, не зберігало її у банківських установах. Подібна ситуація склалася і щодо Державного банку, якого практично не існувало.

### Українська Держава
Після гетьманського перевороту (29 квітня 1918 року), одразу після створення уряду Ф. Лизогуба, новий міністр фінансів А. Ржепецький заявив газеті «Відродження» про те, що намагатиметься, зокрема, оновити банківський апарат у формі Державного і приватного банків. За нової влади виконувачем обов'язків директора Державного банку залишався В. Ігнатович.
За Гетьманату створювати Український державний банк довелося, по-суті, заново. Одночасно з діяльністю з виготовлення повного юридично-фінансового забезпечення головного банківського закладу країни вживалися й заходи щодо відновлення зв'язку з конторами й відділеннями, налагодження центральної бухгалтерії, призначення службовців тощо. Підготовча робота тривала до початку серпня 1918 року.
6 серпня було затверджено Закон про встановлення розпису платні службовцям у конторах і відділах Державного банку, який набрав чинності з 1 червня 1918 року. Відтоді «видачу добових та процентових додаткових грошей було припинено». Офіційно Державний банк засновано 10 серпня 1918 року, коли Гетьманом Павлом Скоропадським було підписано Закон про затвердження Статуту Українського державного банку і асигнування коштів до його основного капіталу. У пункті 3 закону зокрема йшлося: «Відпустити з коштів Державної Скарбниці 100.000.000 крб. на утворення основного капіталу Державного Банку з проведенням цього видатку по обрахунку Кредитової Канцелярії на 1918 рік по Відділі Надзвичайних Видатків».
Державний банк був одночасно як емісійним і депозитним банком банків, так і державного короткотермінового кредиту, який мав право приймати внески і надавати позики квазідержавним та іншим комерційним закладам та банкам. Офіційно він відкрився 2 вересня 1918 року. Втім, Державний банк почав виявляти свою активну діяльність іще як до свого офіційного відкриття, так і до свого офіційного заснування, й не лише випуском кредитових білетів, що говорить про початок його повномірного функціонування за Гетьманату.
У рефераті-аналізі урядової політики Кабінету Міністрів Ф. Лизогуба 1918 року зазначалося, що Державний банк був державною кредитовою установою, яка за своєю структурою відповідала рівневі економічного розвитку Української Держави.

## Структура
Офіційно Державний банк підпорядковувався міністрові фінансів. Загальне ж управління Державним банком доручалося Раді Держбанку та його директорові.
Директор банку водночас очолював Раду, яка складалася з директора Кредитової канцелярії, члена від Державного контрою, члена від Міністерства торгу і промисловості та трьох представників, яких затверджував Гетьман за поданням міністра фінансів, а також члена від кооперації, члена від київського Біржового комітету, двох членів від Союзу промисловості, торгівлі, фінансів і сільського господарства України (Протофісу) та одного — від Крайового союзу хліборобів-землевласників, які обиралися громадськими організаціями терміном на 2 роки. За розпорядженням міністра фінансів до Ради могли також запрошуватися представники відповідних відомств, справи яких розглядалися.
Голові Ради Державного банку було дозволено на власний розсуд, за потреби, запросити відповідальних осіб на засідання з правом дорадчого голосу. Засідання Ради відбувалося не рідше як двічі протягом місяця.
При Раді Держбанку, під безпосереднім керівництвом його директора, існували:
- відділ кредитових білетів
- відділ місцевих інституцій
- центральна бухгалтерія
- центральна канцелярія

Кожен з підрозділів належав до центрального керівництва банку. При відділі місцевих інституцій існували окрема інспекція та правнича частина, а також працював юрисконсульт, якому, за потреби, могли б доручити завідувати правничою частиною.
Директорові Державного банку належала виконавча влада у справах, які не були доручені місцевим інституціям Банку, а розпорядча сягала повноважень, яких не мали міністр фінансів і Рада Держбанку. Зокрема, до обов'язків директора Державного банку входило:
1. Загальне керівництво Банком і нагляд за доладністю ведення справ, за виконанням умов Статуту і наказу Банку, а також за цілісністю усіх його кас і коштовностей
2. Відносини і листування від імені банку;
3. Розпорядження, які стосувалися службовців банку;
4. Призначення ревізій та відряджень службовцям банку;
5. Оперування витратами з правом переміщувати кредити в межах, зазначених при затверджені щорічного обрахунку;
6. Складання і подача до належних інстанцій річного обрахунку і подання справ банку;
7. Управління, згідно з вказівками міністра фінансів, операціями, що доручаються банкові за рахунок Державної скарбниці, а також операціями із золотом та відсотковими паперами, які належали банкові й ощадкасам;
8. Завідування окремими операціями, які включаються в обов'язки банку, на доручення міністра фінансів, з позиками, конверсіями тощо.

Директора Державного банку призначав Гетьман за поданням міністра фінансів. Таким самим чином призначався товариш (заступник) та управитель його Київської контори. 23 серпня 1918 року Гетьман наказом № 4 ухвалив доповідну міністра фінансів, згідно з якою з 1 червня 1918 року товаришем директора Державного банку призначався М. Костецький, а управителем його Київської контори — В. Ігнатович.
Керівна частина Державного банку визначалася на посадові класифікації окремим «Тимчасовим нормальним росписом окладів утримання і клас посад службовців у Центральному управлінні Українського Державного банку», який вказував ще й на рівень розрядів банківських працівників. Посада директора Державного банку, наприклад, відповідала IV класові і ІІ пенсійному розрядові, але розмір пенсійного утримання директора не був фіксованим, а призначався урядом. Четвертому класові і ІІ пенсійному розрядові відповідали й посади членів Ради Банку, що були призначеними від Міністерства фінансів, розмір річного утримання яких становив по 12 тис. крб. Разом з тим, у «Росписі» зазначалося, що члени Ради від Міністерства фінансів, Державного контролю і Міністерства торгу і промисловості, які мають ще одну штатну посаду з певним утриманням, одержують із посадою члена Ради Державного банку додатково ще по 3 тис. крб. на рік, на відміну від виборних членів Ради, які ніякої платні не отримували. П'ятому класові і ІІІ розрядові відповідали посади: товариша директора Державного банку з 15 тис. крб річних, директорів виділів та інспекторів, кожний з яких отримував за рік 11 тис. крб тощо. До найнижчого Х класу і VII розряду належали посади канцелярського урядовця ІІ та ІІІ рангу (із зарплатнею, відповідно, у 3 тис. 900 та 3 тис. 600 крб на рік) та практиканта із річною ставкою у 1 тис. 800 карбованців.
Ставки решти банківських працівників визначав Закон «Про встановлення роспису платні службовцям в конторах і відділах Державного банку» від 6 серпня 1918 року. Закон набув чинності з 1 червня 1918 р. У доданому до нього «Росписі платні службовцям контор Державного банку» робітники Київської контори були виокремлені в окрему штатну підбірку як більш високооплачувані, на відміну від працівників інших контор — Харківської та Одеської. Місцеві відділи Державного банку поділялися на три розряди в залежності від класифікації місцевості, що, в свою чергу, впливало на розмір зарплатні працівників.

## Діяльність банку

### Динаміка банківських операцій
Активні операції Держбанку поступово зростали. Так, з 1 липня по 23 листопада 1918 року каса Державного банку зросла з 126 млн 732 тис. до 751 млн 967 тис. крб; облік векселів збільшився майже вдвічі (з 332 млн 887 тис. до 652 млн 446 тис. крб); позики скарбниці під торговельні операції збільшилися з 619 млн 966 тис. до 1 млрд 129 млн 359 тис. крб; збільшилися, хоча й не набагато, спеціальні позики, а саме на 8 млн крб, з яких зросли і спеціальні позики установам дрібного кредиту (з 12 млн 160 тис. до 20 млн 098 тис. крб), банківські суми за кордоном з 53 млн. 400 тис. крб. (на 23 вересня) за два місяці піднялися до 257 млн 352 тис. крб; іноземних банкнотів з 1 липня по 23 листопада (без даних за жовтень) побільшало з 13 млн 308 тис. до 44 млн 235 тис. крб. Відсоткових паперів, що належали Державному банкові, збільшилося з 24 млн 408 тис. до 1 млрд 037 млн 392 тис. крб, а поточний рахунок Державної скарбниці зріс від 470 млн 696 тис. до 719 млн 166 тис. карбованців.
Порівняння активів банку з його пасивами не заперечує твердження щодо функціонування банку як повномірної фінансово-кредитної установи. З 1 липня по 23 листопада 1918 року сума випуску кредитових білетів Державним банком збільшилася з 409 млн 519 тис. до 2 млрд 528 млн 038 тис. крб, термінових внесків було зроблено (на 23 листопада 1918 р.) на 14 млн 456 тис. крб, а безтермінових — на 8 млн 457 тис. крб (на 1 липня 1918 р. — 2 млн 862 тис. крб), поточні рахунки, наприклад, зросли: державних і громадських установ з 237 млн 562 тис. до 400 млн 276 тис. крб, приватних кредитових установ — з 208 млн 678 тис. до 354 млн 173 тис. крб, відсоткові (тобто рахунки приватних осіб) — 162 млн 069 тис. до 204 млн 099 тис. крб; зменшились — ощадних кас (з 15 млн 353 тис. до 2 млн 258 тис. крб).
Ось, скажімо, як змінювались поточні рахунки приватних кредитових установ по усіх відділах Державного банку з вересня 1918 р.:
- 1 вересня — 203 млн 081 тис. крб;
- 23 вересня — 249 млн 857 тис. крб;
- 1 жовтня — 295 млн 851 тис. крб;
- 1 листопада — 325 млн 944 тис. крб;
- 23 листопада — 354 млн 173 тис. крб.